# The Try Guys
The Try Guys là một sê ri hài trực tuyến của Mỹ hiện vẫn phát trực tuyến trên YouTube. Bộ phim dựa trên sê ri hài Try Guys gốc của The Try Guys, và các nhà làm phim Keith Habersberger, Ned Fulmer, Zach Kornfeld, và Eugene Lee Yang. Nhóm này đã tạo ra The Try Guys khi làm việc cho BuzzFeed và sau đó tự tách khỏi công ty truyền thông internet vào năm 2018. Bốn người họ viết, sản xuất, đạo diễn, quay và diễn trong mỗi tập phim.

## Lý lịch
Nhóm được thành lập tại công ty Buzzfeed vào năm 2014 bởi bốn nhân viên lúc đó: Ned Fulmer, Eugene Lee Yang, Keith Habersberger và Zach Kornfeld. Video ban đầu có sự tham gia của cả bốn người đàn ông dựa trên thời gian thuần túy và, theo Kornfeld, "Nó thực sự thuộc về những người sẵn sàng thể hiện tài năng của họ."  Khi bắt đầu sê ri, họ đã cố gắng lôi kéo những người khác vào dự án, nhưng không có kết quả. Tuy nhiên, sau những phản hồi tích cực từ người xem, nhóm đã quyết định gắn bó với nhau và tạo ra video.
Họ bắt đầu vào năm 2014 khi họ đăng bài "Nam thử đồ lót của nữ" lần đầu tiên" dưới quản lý của BuzzFeed Motion Pictures. Kể từ đó, các video lan truyền của họ đã thu hút được hơn một tỷ lượt xem trên các nền tảng truyền thông xã hội. Chương trình của họ Squad Wars  được công chiếu trên YouTube Red vào đầu năm 2017. Video được xem nhiều nhất của họ, "The Try Guys Thử mô phỏng cơn đau chuyển dạ", đã thu hút được hơn 34 triệu lượt xem.
The Try Guys đã là chủ đề của sự công khai đáng kể với sự xuất hiện trên Today và một số tạp chí cho các video và các cuộc phỏng vấn khác nhau. The Try Guys là một ứng cử viên được lựa chọn cho giải thưởng Streamy Awards 2017 cho Chương trình của năm. Năm 2018, họ đã tổ chức Giải thưởng Streamy thường niên lần thứ 8 (2018) và giành được sự lựa chọn của khán giả: Giải thưởng Chương trình của năm, mà họ đã được đề cử vào năm 2017.
Việc quay phim thường diễn ra ở Hạt Los Angeles, California, ở Glendale và Burbank, nhưng, tùy thuộc vào tính chất của video, có thể diễn ra ở nơi khác.
Vào ngày 16 tháng 6 năm 2018, The Try Guys tuyên bố rằng họ đã rời BuzzFeed và bắt đầu công ty sản xuất độc lập của riêng mình, 2nd Try LLC. Lần thử thứ 2nd Try LLC đã giành được mọi quyền đối với thương hiệu The Try Guys.
Vào ngày 30 tháng 1 năm 2019, the Try Guys đã thông báo trong video của họ, We Have a Secret (Tạm dịch: Chúng tôi có một bí mật), rằng họ đã đồng sáng tác một cuốn sách, The Hidden Power of F*cking Up (Tạm dịch: Sức mạnh tiềm ẩn của việc làm loạn lên). Nó được phát hành bởi HarperCollins vào ngày 18 tháng 6 năm 2019.

## Các tập

### Spin-off
| Loạt | Loạt                | Loạt                  | Loạt | Loạt | Ngày bắt đầu              | Ngày cuối                 |
| Tên  | Tên                 | Tổ chức               | Mùa  | Tập  | Ngày bắt đầu              | Ngày cuối                 |
| ---- | ------------------- | --------------------- | ---- | ---- | ------------------------- | ------------------------- |
|      | Eat The Menu        | Keith                 | 3    | 16   | ngày 4 tháng 7 năm 2018   | Hiện tại                  |
|      | The Barkchshler     | Keith                 | 2    | 5    | ngày 11 tháng 7 năm 2018  | ngày 24 tháng 12 năm 2018 |
|      | Candid Competition  | Zach                  | 1    | 3    | ngày 25 tháng 7 năm 2018  | hiện tại                  |
|      | Ned & Ariel         | Ned                   | 1    | 4    | ngày 1 tháng 8 năm 2018   | hiện tại                  |
|      | Try Guys Game Time  | Tất cả                | 1    | 13   | ngày 8 tháng 8 năm 2018   | hiện tại                  |
|      | Try Wives Wine Time | Ariel, Becky & Maggie | 1    | 6    | ngày 19 tháng 12 năm 2018 | hiện tại                  |
|      | Rank King           | Eugene                | 2    | số 8 | ngày 18 tháng 8 năm 2018  | hiện tại                  |
|      | The TryPod          | Tất cả                | 1    | 30   | ngày 4 tháng 5 năm 2019   | hiện tại                  |

## Chuyến du lịch
Vào ngày 4 tháng 5 năm 2019, The Try Guys thông báo qua YouTube rằng họ sẽ bắt đầu một tour du lịch toàn thành phố 20 (được gọi là Huyền thoại của Internet) như là một phần của Mùa hè thử thách của họ. Sau đó vào ngày 30 tháng 7 năm 2019, The Try Guys tuyên bố họ sẽ mang Legends of The Internet đến Úc  và sau đó là Singapore. Cuối cùng, vào ngày 3 tháng 9 năm 2019, họ đã công bố một lần chạy tour Huyền thoại Internet cuối cùng, lần này là ở Tây Bắc Thái Bình Dương (đã bị bỏ lỡ trong lần chạy ban đầu của chuyến lưu diễn). Tổng cộng, The Try Guys đã thực hiện 26 chương trình Huyền thoại Internet trên toàn thế giới. 
| Tiêu đề                            | ngày                                                                                   | # thành phố |
| ---------------------------------- | -------------------------------------------------------------------------------------- | ----------- |
| Truyền thuyết về Internet          | 21 tháng 6 năm 2019 - 28 tháng 7 năm 2019; 15 tháng 10 năm 2019 - 17 tháng 10 năm 2019 | 23          |
| Huyền thoại của Internet (Quốc tế) | Ngày 23 tháng 9 năm 2019, ngày 24 tháng 9 năm 2019, ngày 28 tháng 9 năm 2019           | 3           |

### Huyền thoại của Internet (Legends of the Internet)
| Ngày                      | Thành phố            | Quốc gia  | Hội họp                                    |
| ------------------------- | -------------------- | --------- | ------------------------------------------ |
| Ngày 21 tháng 6 năm 2019  | Los Angeles, CA      | Hoa Kỳ    | Wiltern                                    |
| Ngày 22 tháng 6 năm 2019  | Phoenix, AZ          | Hoa Kỳ    | Nhà hát Comerica                           |
| Ngày 24 tháng 6 năm 2019  | Denver, CO           | Hoa Kỳ    | Nhà hát Paramount                          |
| Ngày 25 tháng 6 năm 2019  | Thành phố Kansas, MO | Hoa Kỳ    | Nhà hát Uptown                             |
| Ngày 26 tháng 6 năm 2019  | Minneapolis, MN      | Hoa Kỳ    | Nhà hát bang                               |
| Ngày 27 tháng 6 năm 2019  | Chicago, IL          | Hoa Kỳ    | Nhà hát Chicago                            |
| Ngày 28 tháng 6 năm 2019  | Milwaukee, WI        | Hoa Kỳ    | Nhà hát Nhà thờ                            |
| Ngày 29 tháng 6 năm 2019  | Detroit, MI          | Hoa Kỳ    | Fillmore Detroit                           |
| Ngày 30 tháng 6 năm 2019  | Cleveland, OH        | Hoa Kỳ    | Nhà hát KeyBank tại Quảng trường Playhouse |
| Ngày 10 tháng 7 năm 2019  | San Jose, CA         | Hoa Kỳ    | Thành phố quốc gia                         |
| Ngày 14 tháng 7 năm 2019  | San Diego, CA        | Hoa Kỳ    | Nhà hát Balboa                             |
| Ngày 18 tháng 7 năm 2019  | Irving, TX           | Hoa Kỳ    | Nhà máy âm nhạc Toyota                     |
| Ngày 19 tháng 7 năm 2019  | San Antonio, TX      | Hoa Kỳ    | Nhà hát hùng vĩ                            |
| Ngày 20 tháng 7 năm 2019  | Austin, TX           | Hoa Kỳ    | Phòng hòa nhạc Bass                        |
| Ngày 21 tháng 7 năm 2019  | Houston, TX          | Hoa Kỳ    | Trung tâm âm nhạc                          |
| Ngày 23 tháng 7 năm 2019  | Atlanta              | Hoa Kỳ    | Đền tạm                                    |
| Ngày 25 tháng 7 năm 2019  | Washington DC        | Hoa Kỳ    | Nhà hát Warner                             |
| Ngày 26 tháng 7 năm 2019  | New York, NY         | Hoa Kỳ    | Nhà hát Beacon                             |
| Ngày 27 tháng 7 năm 2019  | Boston, MA           | Hoa Kỳ    | Nhà hát Shubert                            |
| Ngày 28 tháng 7 năm 2019  | Philadelphia, PA     | Hoa Kỳ    | Cuộc hẹn                                   |
| Ngày 23 tháng 9 năm 2019  | Melbourne            | Châu Úc   | Nhà hát Athenaeum                          |
| Ngày 24 tháng 9 năm 2019  | Sydney               | Châu Úc   | Đầu lớn                                    |
| Ngày 28 tháng 9 năm 2019  | Singapore            | Singapore | Nhà hát Ngôi sao                           |
| Ngày 15 tháng 10 năm 2019 | Portland, OG         | Hoa Kỳ    | Phòng hòa nhạc Arelene Schintzer           |
| Ngày 16 tháng 10 năm 2019 | Vancouver, BC        | Canada    | Trung tâm                                  |
| Ngày 17 tháng 10 năm 2019 | Seattle, WA          | Hoa Kỳ    | Nhà hát Moore                              |

### Keith
Keith Douglas Habersberger (sinh 18 tháng 6 năm 1987 tại Carthage, Tennessee; /hæbɜːrsbɜːrɡər/ HABB-urs-bur-gur) được sinh ra tại Carthage, Tennessee và sau đó chuyển đến Illinois. Anh là con út trong ba đứa trẻ do Donald và Patricia Habersberger sinh ra. Ông tốt nghiệp Đại học bang Illinois với bằng Cử nhân Khoa học. Habersberger kết hôn với Becky Habersberger (nhũ danh Miller), một nghệ sĩ trang điểm. Habersberger được báo cáo là 6 foot 3 inch (1,91 m), làm cho anh ta cao nhất trong số các thành viên trong the Try Guys. Năm 2019, Keith đã tham gia một phần của bộ ba phim hài "Lewberger" Lưu trữ ngày 20 tháng 10 năm 2020 tại Wayback Machine trong loạt phim truyền hình thực tế của Mỹ mang tên Funny the Funny. Anh được biết đến với tình yêu gà rán và đã thực hiện rất nhiều nội dung liên quan đến thực phẩm trong những năm qua. Các chương trình nổi bật nhất là Ăn cả thực đơn (Eat the Menu), Xem gà (Chicken Watch), Rác chất lượng cao (Gourmet Garbage) (và anh ấy cũng là một trong những người đứng sau loạt phim nổi tiếng của Try Guys Without A Recipe. Vào ngày 30 tháng 11 năm 2019, Habersberger đã công bố phát hành loại nước sốt cay theo tên anh ấy có tên là Keith's Chicken Sauce, được bán hết trong vòng hai ngày và được người tiêu dùng đón nhận. Anh ta sử dụng tên @keithhabs trên phương tiện truyền thông xã hội.

### Ned
Edward Gallo "Ned" Fulmer (sinh ngày 11 tháng 6 năm 1987 tại Jacksonville, Florida) tốt nghiệp Đại học Yale, nơi anh học chuyên ngành hóa học. Anh kết hôn với Ariel Fulmer (nhũ danh Vandevoorde), một nhà thiết kế nội thất, và hai người có với nhau một đứa con, một cậu con trai tên Wesley James "Wes" Fulmer (sinh năm 2018). Fulmer trước đây rất sợ chó, xuất phát từ một cuộc tấn công của Dobermann khi còn nhỏ, nhưng đã có thể vượt qua nỗi ám ảnh của mình bằng việc nhận nuôi chú chó của mình, một loại labradoodle có tên là Bean. Anh ấy đã nói rằng anh ấy là người gốc Ý. Anh ta sử dụng tên @nedfulmer trên phương tiện truyền thông xã hội.

### Zach
Zachary Andrew "Zach" Kornfeld (sinh ngày 26 tháng 7 năm 1990 tại Scarsdale, New York) được sinh ra ở New York với cha mẹ Do Thái, Adam và Margo Kornfeld. Anh bắt đầu tham gia làm phim và biên tập sau khi nhận được LEGO Movie Maker khi còn nhỏ. Anh ấy là người Do Thái nhưng không giữ kosher và không có quán bar mitzvah, mặc dù anh ấy đã chọn tên tiếng Do Thái Rakdan (tiếng Do Thái: ž), có nghĩa là vũ công. Anh ấy có một hình xăm, một khuôn mặt cười trên mông. Kornfeld được chẩn đoán mắc bệnh viêm cột sống dính khớp vào cuối những năm 20 tuổi. Anh tốt nghiệp trường Cao đẳng Emerson với bằng Cử nhân Mỹ thuật. Khi còn nhỏ, anh xuất hiện trên Saturday Night Live trong một tập được tổ chức bởi Elijah Wood được phát sóng vào ngày 13 tháng 12 năm 2003. Vào tháng 12 năm 2018, anh tuyên bố anh đã có mối quan hệ với Maggie Bustamante trong ba năm. Năm 2019, anh quyết định tiến hành phục hồi tóc, kết hợp phẫu thuật và microblading, để chống lại rụng tóc kiểu nam. Vào ngày 13 tháng 5 năm 2020, Zach tuyên bố ý định bắt đầu kinh doanh trà của riêng mình với giá dưới 500 đô la, quá trình này đang được ghi lại trong một loạt sáu phần trên Kênh YouTube của Guy. Anh ta sử dụng tên @korndiddy trên phương tiện truyền thông xã hội.

### Eugene
Eugene Lee Yang (Hangul: 양 유진; sinh ngày 18 tháng 1 năm 1986 tại Pflugerville, Texas) được sinh ra ở Texas cho những người nhập cư Hàn Quốc. Anh có hai chị em, Christine và Whitney. Yang tốt nghiệp Đại học Nam California với bằng Cử nhân Sản xuất Điện ảnh. Anh thường xuyên tham gia các sự kiện tự hào của LGBT và đã làm việc với Dự án Trevor. Eugene xuất hiện là người đồng tính vào ngày 15 tháng 6 năm 2019, trong một video trên YouTube có tiêu đề "Tôi là người đồng tính"  Năm 2019, anh ta tuyên bố rằng anh ta có mối quan hệ với Matthew McLean. Anh sử dụng tên @eugeneleeyang trên mạng xã hội.

## Di sản
Trong tập thứ năm của The Try Guys Podcast, có tựa đề Keith's Internet Beef  ta đã đề cập rằng "Phần 52, Tập 3 của The Bachelor " được lấy cảm hứng từ loạt phim Motherhood của họ. Các chàng trai đã thực sự tham khảo Phần 15, Tập 3 của The Bachelorette.